# Franz Josef von Enzenberg
Franz Joseph Reichsgraf von Enzenberg zum Freyen- und Jöchelsthurn (* 8. Mai 1747 in Bozen; † 24. Juli 1821 in Singen am Hohentwiel) war ein österreichischer Jurist und Mineraloge.

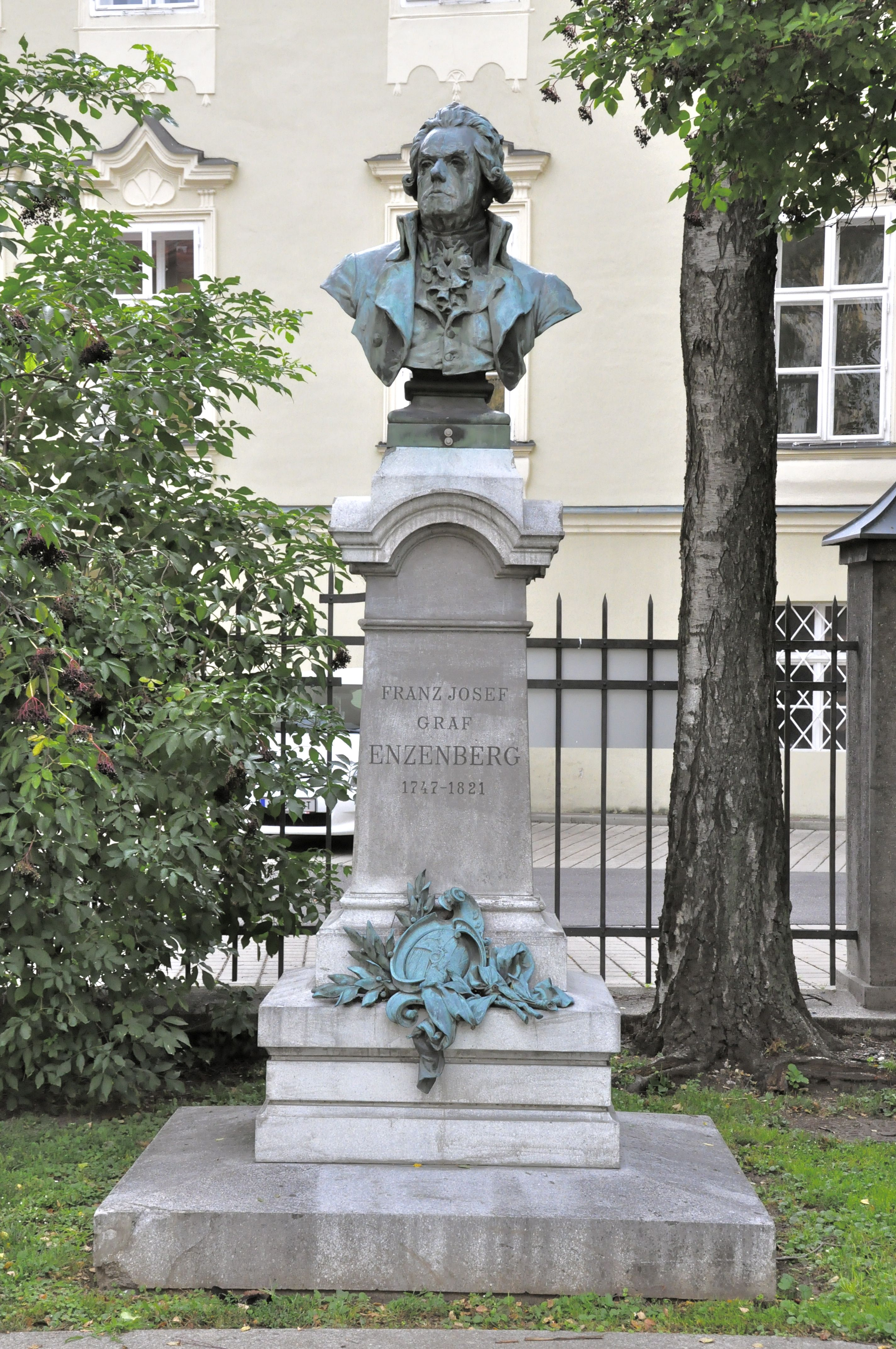
Enzenberg-Denkmal in Klagenfurt

## Charakteristik
Er war der Obersthofmeister der Erzherzogin Maria Anna von Österreich, die im April 1781 von Wien nach Kärnten übersiedelt war. Als solcher war er für den kleinen Hofstaat der Fürstin, das Hauswesen, das Zeremoniell und die Festlichkeiten in ihrem Klagenfurter Palais verantwortlich. Nach dem Ableben der Habsburgerin am 19. November 1789 verblieb der Graf als Präsident des Appellationsgerichtshofes in Klagenfurt, wo er den Viktringerhof bewohnte. Als im Ersten Koalitionskrieg gegen Frankreich Kärnten 1797 in Feindeshand fiel, floh der Landeshauptmann und überließ die Bevölkerung ihrem Schicksal. Um diese nicht schutzlos den Franzosen auszuliefern, übernahm Enzenberg die Vertretung des Landeshauptmannes. Das rechneten ihm vor allem die Klagenfurter hoch an. Sein Denkmal beim Portal des Landhauses wurde jedoch erst 73 Jahre nach seinem Tod errichtet.

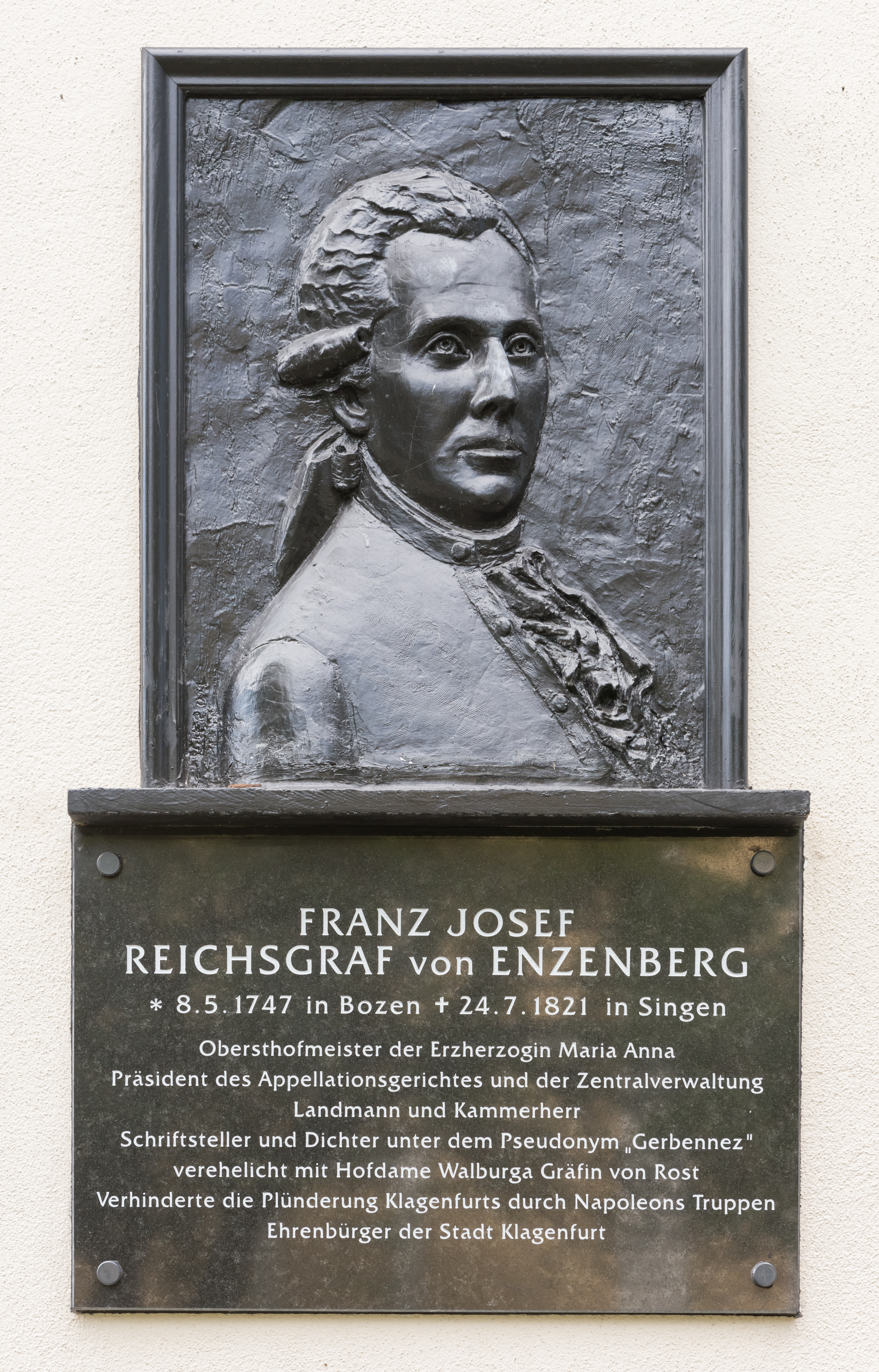
Gedenktafel und Relief in der Enzenbergstrasse 5 in Klagenfurt

## Biografie
Enzenberg wurde 1747 in Bozen in die gräfliche Familie der Enzenberger hineingeboren und hatte die regierende österreichische Erzherzogin Maria Theresia und deren Gemahl Kaiser  Franz I. Stephan zu Taufpaten. Die Kaiserin behandelte den Knaben wie einen leiblichen Sohn. Mit acht kam er ans Theresianum in Wien, und mit 19 wurde er als wirklicher Kammerherr vereidigt. Nun trat der junge Graf die traditionelle „Cavalierstour“ durch das Reich und halb Europa an. Ab 1772 – in jenem Jahr wurde er 25 – arbeitete er als Gubernialrat in Innsbruck, d. h., er bekleidete ein Regierungsamt. 1781 erging an ihn der Ruf als Obersthofmeister der ältesten Tochter der im Jahr zuvor verstorbenen Kaiserin Maria Theresia. Er packte seine Koffer und verlegte seinen Wohnsitz nach Klagenfurt, wo schon in den siebziger Jahren in der Völkermarkter Vorstadt ein bescheidenes Palais für die Habsburgerin errichtet worden war. Die Erzherzogin kannte sowohl den Grafen als auch dessen Gemahlin, da diese bis zu ihrer Verehelichung bei Maria Theresia Hofdame gewesen war. Maria Anna schätzte Enzenberg, der Freimaurer in der Klagenfurter Loge Zur wohlthätigen Marianna und ein Sohn der Aufklärung war, als einen Humanisten von Rang. Enzenbergs Interessen galten vor allem der Mineralogie, der Botanik und physikalischen Apparaten. Die Fürstin vollendete 1781 ihr 43. Lebensjahr, ihr Obersthofmeister wurde 34. Enzenberg stand der Hofhaltung mit feinnerviger Hand vor. Er schuf die Voraussetzungen für erfüllte und glückliche Jahre und sorgte dafür, dass bei der Habsburgerin die Diesseitsfreude nicht zu kurz kam und sich die fromme Dame nicht allzu sehr ihren religiösen Andachten hingab und dem klösterlichen Leben der benachbarten Elisabethinen verschrieb. Es gelang Enzenberg, die Residenz zu einem Mittelpunkt des geistigen und kulturellen Lebens in Klagenfurt zu machen. Nach dem Tod der Fürstin im Spätherbst 1789 und der Auflösung der Residenz musste für den nunmehr 43-jährigen Grafen eine andere Dienstverwendung gefunden werden. Man bestellte ihn vorerst zum Präsidenten des neuerrichteten Appellationsgerichtshofes in Innsbruck und 1791 zum Präsidenten der gleichen Justizbehörde in Klagenfurt. Diesen Posten hatte er dann bis 1821 inne. Lediglich von 1803 bis 1806 war er Appellationsgerichtpräsident in Venedig.

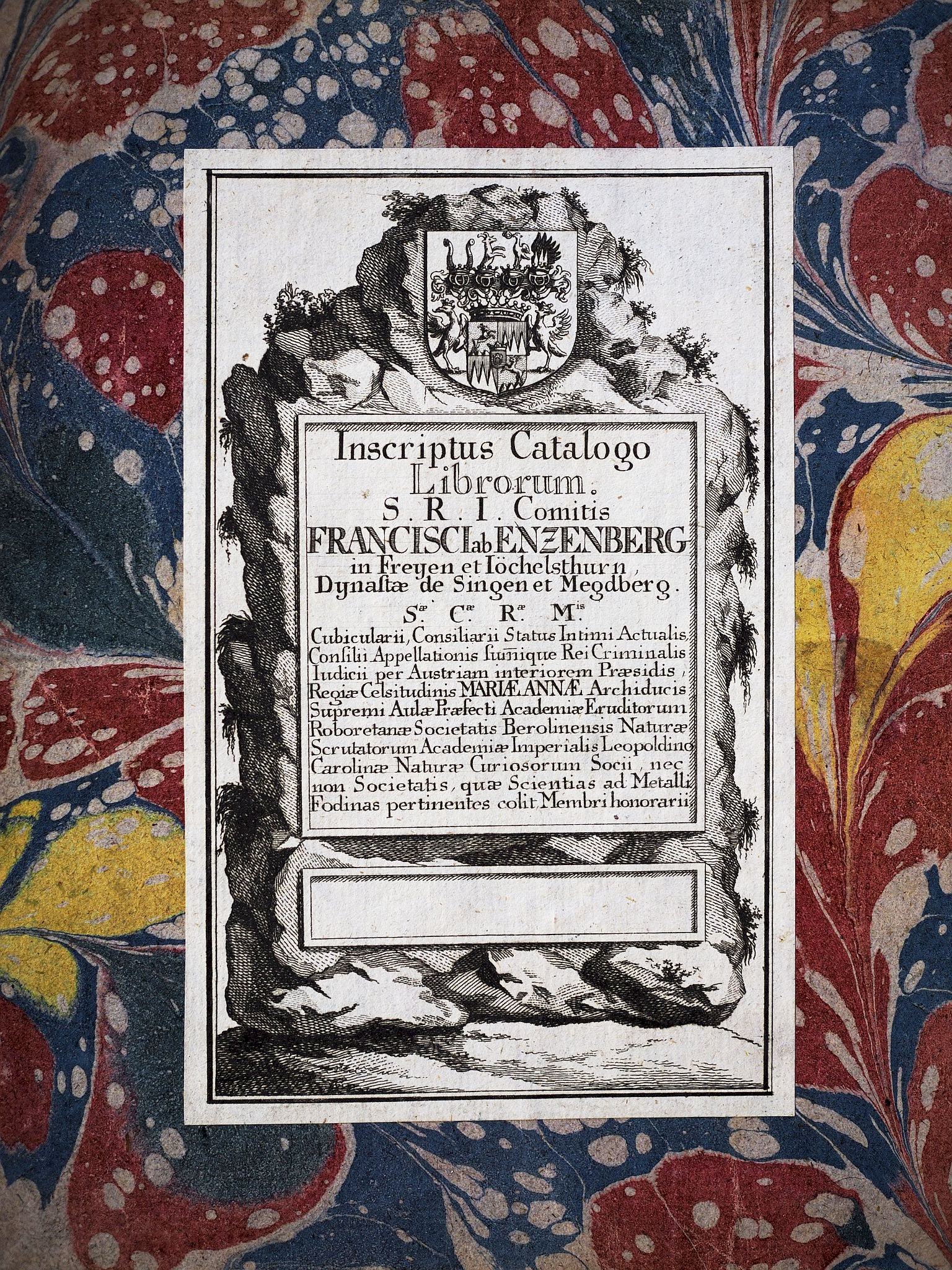
Exlibris von Franz Josef von Enzenberg (1747–1821) aus dem Buch „Dactyliothec ...“ / von Philipp Daniel Lippert. Leipzig, 1767. Exemplar der Stadtbibliothek Mainz. Signatur: 767 / 8

Während der ersten französischen Invasion im Frühjahr 1797 bewies Enzenberg besonderen Mut: Er sprang für den geflohenen Landeshauptmann in die Bresche und machte sich zum Anwalt der bedrängten Bevölkerung. Das wusste sogar Bonaparte zu honorieren, denn er ließ einen Teil der Kriegssteuer nach und bestellte anlässlich seines kurzen Klagenfurt-Aufenthaltes Enzenberg zum Vorsitzenden einer zehnköpfigen Kommission zur Verwaltung des besetzten Landes. Aus diesen Tagen ist eine kleine Anekdote überliefert. Man erzählte sich, der siegreiche Feldherr sei, ohne seine Kopfbedeckung abzunehmen, bei Enzenberg eingetreten, worauf dieser nach dem Kammerdiener gerufen und diesen aufgefordert habe, ihm augenblicklich den Hut zu bringen, um dem Franzosen nicht barhäuptig gegenübertreten zu müssen. Der General war damals 28, der Graf 50.
1821 beging der Graf sein 50-jähriges Dienstjubiläum. Nach den Feierlichkeiten zog er sich auf das Stammschloss seiner Frau in Singen am Hohentwiel im südlichen Baden zurück, wo er am 24. Juli völlig unerwartet im Alter von 74 Jahren starb. 1789 wurde er zum Mitglied der Leopoldina gewählt. Als Inhaber der Großkreuze des St.-Stephans- und des Leopoldordens zählte er zum Personenkreis mit den höchsten Auszeichnungen.

## Autorschaft
- Trauerrede auf weiland die durchlauchtigste Erzherzoginn Maria Anna K.H. Gelesen d. 19. Wintermonats 1790. Verlag Walliser 1790
- (Anonym) Beleuchtung der neuesten Reise durch Oesterreich ob und unter der Ens, Salzburg, Berchtesgaden, Kärnthen, und Steyermark, in statistischer, geographischer, naturhistorischer, ökonomischer, geschichtlicher, und pittoresker Hinsicht unternommen von Dr. Franz Sartori. Ein wesentlicher Nachtrag zu dieser Reisebeschreibung mit einziger Hinsicht auf Kärnthen. Klagenfurt, J. Leon 1812.